# David Hume
David Hume (/hjuːm/; phiên âm tiếng Việt: Đavít Hium; 7 tháng 5 năm 1711 – 25 tháng 8 năm 1776), tên khai sinh là David Home, là một nhà triết học, kinh tế học và sử học người Scotland. Ông được coi là một trong những nhân vật quan trọng nhất trong thời kỳ Khai sáng Scotland.
Các sử gia thường xem triết học Hume như là một dạng thức triệt để của chủ nghĩa hoài nghi, nhưng nhiều người khác đã lý luận rằng trong triết học Hume, thành phần chủ nghĩa tự nhiên cũng không kém phần quan trọng.
Hume chịu ảnh hưởng lớn bởi các nhà kinh nghiệm chủ nghĩa John Locke và George Berkeley, cùng với nhiều tác giả tiếng Pháp như Pierre Bayle, và nhiều tác giả tiếng Anh như Isaac Newton, Samuel Clarke, Francis Hutcheson, và Joseph Butler. Ông có ảnh hưởng lớn tới các triết gia và nhà khoa học khác như Adam Smith, Adam Ferguson, Kant, Bentham, James Madison, Alexander Hamilton, Auguste Comte, William James, Darwin, Russell, T. H. Huxley, J. S. Mill, Einstein, Ayer, J. L. Mackie.

## Tiểu sử
Hume sinh ngày 26 tháng 4 theo lịch Julius, tức 7 tháng 5 năm 1711 theo lịch Gregory, tại Edinburgh. Trong suốt cuộc đời, thỉnh thoảng ông sống ở ngôi nhà gia đình tại Ninewells, Chirnside, Berwickshire. Ông được gia đình gửi vào Đại học Edinburgh khi mới 12 tuổi. Ban đầu, ông định theo nghề luật, nhưng rồi ông cảm thấy "một ác cảm không thể vượt qua đối với tất cả mọi thứ trừ việc theo đuổi triết học và sự Học nói chung".
Năm 1729, khi được 18 tuổi, ông đã có một phát kiến triết học mà nó đã mở ra cho ông "một màn mới của tư tưởng". Ông đã không thuật lại: đó là cái gì?, nhưng có vẻ như đó chính là thuyết nhân quả của ông - rằng niềm tin của ta vào nguyên nhân và kết quả phụ thuộc vào cảm tính, truyền thống và thói quen, chứ không phụ thuộc vào lý tính hay các quy luật tổng quát, phi thời gian và trừu tượng của thiên nhiên
Năm 1734, sau vài tháng ở Bristol, ông rút về để tự nghiên cứu và một mình thực hiện các thí nghiệm tư duy tại La Fleche ở Anjou, Pháp. Trong bốn năm ở đó, ông đã đặt ra kế hoạch của cuộc đời mình. Cũng trong thời gian đó, ông hoàn thành cuốn "A Treatise of Human Nature" (Một luận thuyết về bản chất con người) vào tuổi 26. Mặc dù ngày nay, nhiều học giả coi Luận thuyết là tác phẩm quan trọng nhất của Hume và là một trong các cuốn sách quan trọng nhất trong lịch sử triết học, ban đầu, công chúng ở Anh quốc không cho là như vậy. Sau khi Luận thuyết không được công chúng đón nhận, Hume viết An Abstract Of A book lately published; Entituled, A Treatise Of human nature, - Wherein The chief argument of that Book is farther illustrated and Explained với mục đích làm cho tác phẩm của mình dễ đọc hơn. Tuy nhiên, Luận thuyết vẫn không được quan tâm.
Sau khi xuất bản cuốn Essays Moral and Political (Các bài luận về đạo đức và chính trị) vào năm 1744, ông xin vị trí giáo sư môn luân lý học và tâm lý học tại Đại học Edinburgh nhưng bị từ chối. Trong cuộc nổi dậy Jacobite năm 1745, ông đã dạy Hầu tước Annandale. Đó là khi ông bắt đầu cuốn lịch sử đồ sộ của mình The History of Great Britain (Lịch sử Vương quốc Anh), cuốn sách được viết trong 15 năm và dài hơn một triệu từ, được xuất bản thành 6 tập trong thời kỳ từ 1754 đến 1762. Năm 1748 ông bắt đầu phục vụ 3 năm trong quân đội với vai trò thư ký của tướng St Clair và viết cuốn Philosophical Essays concerning Human Understanding (Các bài luận triết học về hiểu biết của con người), và sau được xuất bản với tên An Enquiry concerning Human Understanding (Một câu hỏi về hiểu biết của con người). Cuốn sách này cũng không thành công hơn Luận thuyết.
Hume bị buộc tội dị giáo nhưng ông đã được tuyên bố trắng án. Nhưng có lẽ do sự chống đối của Thomas Reid xứ Aberdeen, người mà năm đó đã đưa ra phê phán mạnh mẽ của Cơ Đốc giáo đối với lý thuyết siêu hình học của Hume, ông đã không nhận được vị trí giáo sư triết học tại Đại học Glasgow. Năm 1752, ông được nhận vào làm quản lý thư viện của Khoa Luật. Đây chính là nguồn tài liệu cho ông tiếp tục các nghiên cứu của mình về lịch sử.
Hume đạt được tiếng tăm lớn với danh nghĩa một nhà sử học và một người viết tiểu luận. Tác phẩm "Lịch sử Vương quốc Anh" (History of Great Britain) từ thời các vương quốc Saxon cho tới Cách mạng Anh 1688 đã là một trong các cuốn sách bán chạy nhất thời đó. Trong tác phẩm đó, Hume đã trình bày con người chính trị như là một sinh vật của thói quen, với một khuynh hướng yên lặng tuân theo chính phủ trừ khi gặp phải các tình huống không chắc chắn. Theo quan điểm của ông, chỉ có các khác biệt về tôn giáo mới có thể làm lệch hướng con người khỏi cuộc sống hàng ngày để nghĩ về các vấn đề chính trị.
Bài luận thời kỳ đầu của Hume "Về mê tín và tôn giáo" (Of Superstition and Religion) đã đặt nền móng cho hầu hết các tư tưởng thế tục về lịch sử tôn giáo. Ở thời của Hume, phê phán về tôn giáo phải được biểu đạt một cách cẩn trọng. Chưa đầy 15 năm trước khi Hume sinh ra, Thomas Aikenhead, một sinh viên 18 tuổi, đã bị xử vì đã công khai nói rằng Cơ Đốc giáo là thứ vô nghĩa. Anh ta đã bị kết án treo cổ vì tội báng bổ. Hume cũng theo cách thông thường, ông biểu đạt kiến giải của mình một cách mơ hồ, thông qua các nhân vật trong các đoạn hội thoại. Hume đã không thừa nhận là tác giả của "Luận thuyết" cho đến tận năm ông qua đời, năm 1776. Các bài luận của ông với tựa đề "Về việc tự vẫn" (Of Suicide), và "Về sự bất tử của linh hồn" (Of the Immortality of the Soul) và "Đối thoại về tôn giáo tự nhiên" (Dialogues Concerning Natural Religion) đã bị giữ không được xuất bản cho đến sau khi ông qua đời (được xuất bản lần lượt vào các năm 1778 và 1779), và khi đó chúng vẫn không mang cả tên tác giả lẫn tên nhà xuất bản. Trong việc ngụy trang quan điểm của chính mình, Hume đã tài tình đến nỗi ngày nay vẫn đang tiếp diễn các cuộc tranh luận về thực chất Hume là người vô thần hay Thần giáo tự nhiên.
Từ năm 1763 tới năm 1765, Hume là thư ký cho Huân tước Hertford tại Paris, nơi ông đã được Voltaire ngưỡng mộ và các quý bà trọng vọng. Ông đã kết bạn và sau đó bất hòa với Rousseau. Năm 1768, ông định cư tại Edinburgh. Sự quan tâm đến các tác phẩm triết học của Hume lên cao sau khi triết gia người Đức, Immanuel Kant, ghi nhận Hume đã đánh thức ông ra khỏi "giấc ngủ giáo điều" (khoảng năm 1770), và từ đó Hume đạt được sự thừa nhận của công chúng.
James Boswell đã đến thăm Hume một vài tuần trước khi ông qua đời. Hume nói với ông ta rằng ông thành thực tin rằng khả năng có cuộc sống sau cái chết là một "sự tưởng tượng vô lý nhất". Hume viết văn bia của chính mình: "Sinh năm 1711, Chết [----]. Phần còn lại để cho hậu thế viết thêm." Câu đó đã được khắc thêm năm mất của ông, 1776, lên một "ngôi mộ Roman đơn giản" mà ông đã yêu cầu. Ngôi mộ đứng trên sườn phía đông đồi Calton, nhìn về phía ngôi nhà của ông ở số 1 phố St David, New Town, Edinburgh, như ông đã mong muốn.

## Di sản

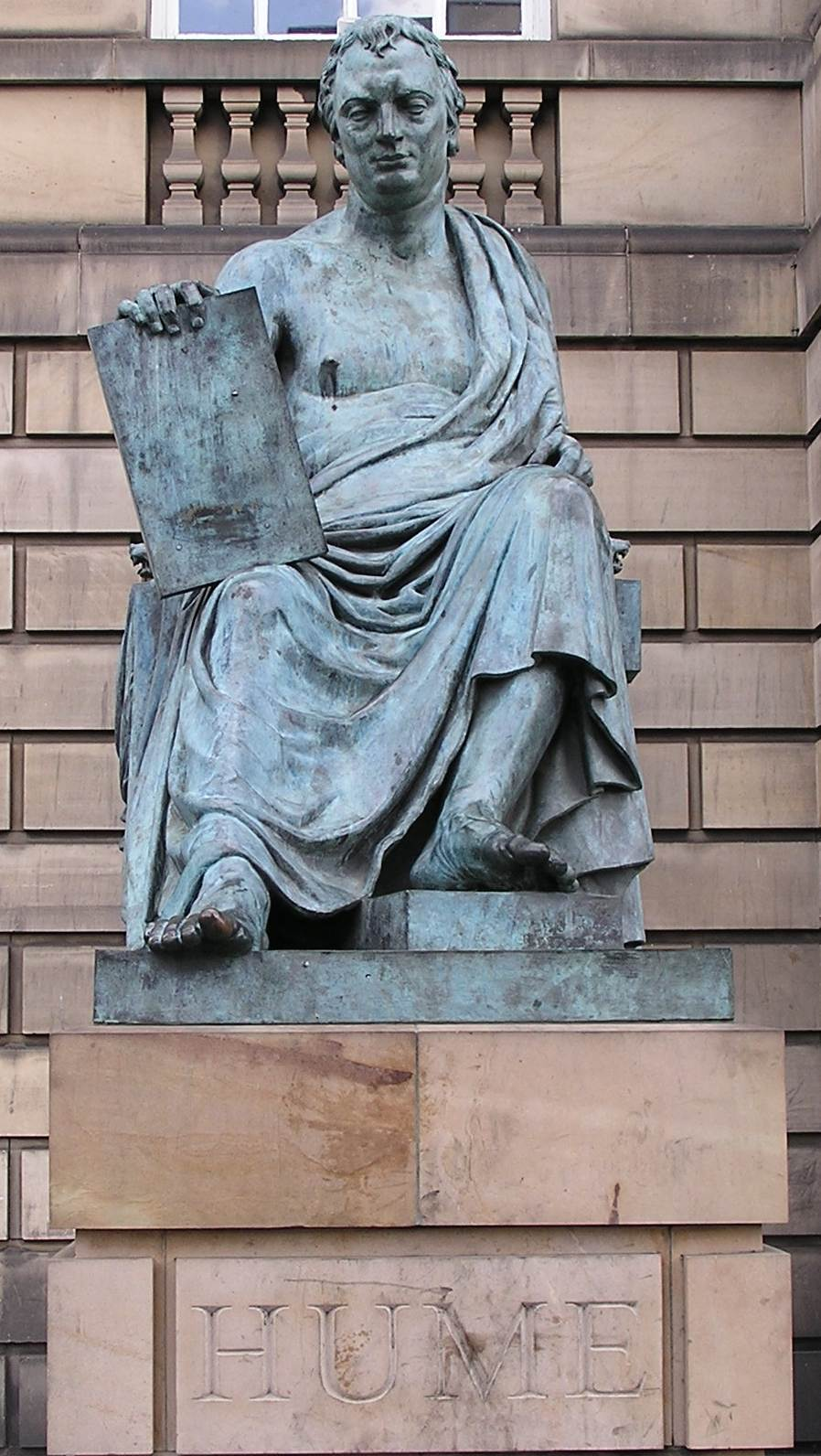
Edinburgh.

Dưới đây là tóm tắt về một số trong số các công trình triết học có ảnh hưởng lớn nhất của ông:

### Ý niệm và ấn tượng
Hume tin rằng tất cả kiến thức của con người đều đến với chúng ta qua các giác quan. Các nhận thức của chúng ta, theo như cách gọi của ông, có thể được chia thành hai loại: các ý niệm và các ấn tượng. Ông định nghĩa các thuật ngữ này trong tác phẩm An Enquiry Concerning Human Understanding (Một câu hỏi về sự hiểu biết của con người) như sau: "Với thuật ngữ ấn tượng, tôi muốn nói đến tất cả các nhận thức sống động hơn của chúng ta, khi ta nghe thấy, nhìn thấy, hoặc cảm thấy, hoặc yêu, hoặc ghét, hoặc ước, hoặc muốn. Và ấn tượng phân biệt với ý niệm; các ý niệm là những nhận thức ít sống động hơn, ta nhận ra chúng khi ta suy ngẫm về một trong các cảm giác hoặc các hoạt động kể trên." Ông miêu tả rõ hơn về các ý niệm: "... tất cả các ý niệm của ta chỉ là các bản sao của các ấn tượng của ta. Nói cách khác, ta không thể nghĩ về bất cứ cái gì mà ta chưa hề cảm nhận được từ trước đó, hoặc bằng các giác quan bên ngoài hoặc bằng các giác quan nội tại." Điều này tạo thành một khía cạnh quan trọng của chủ nghĩa hoài nghi của Hume, vì ông nói rằng ta không thể chắc chắn rằng một thứ gì tồn tại, chẳng hạn Thượng đế, một linh hồn, hoặc một bản ngã, trừ khi ta có thể chỉ ra ấn tượng mà ý niệm về sự vật đó đã được rút ra từ đó.

### Luận đề về nhân quả
Khi một sự kiện xảy ra tiếp sau một sự kiện khác, hầu hết mọi người cho rằng một mối quan hệ giữa hai sự kiện "làm cho" sự kiện thứ hai theo sau sự kiện thứ nhất (post hoc ergo propter hoc). Hume thách thức niềm tin này lần đầu trong tác phẩm đầu tay của ông Treatise of Human Nature (Luận thuyết về bản chất con người), và sau đó là trong tác phẩm Enquiry Concerning Human Understanding. Ông ghi nhận rằng, mặc dù ta chứng kiến một sự kiện xảy ra tiếp sau sự kiện kia, ta không chứng kiến bất cứ một quan hệ cần nào giữa hai sự kiện. Hume lấy ví dụ về hai quả bi-a: quả bóng đen lăn tới đập vào quả bóng trắng, và quả bóng trắng bắt đầu lăn. Ông nói rằng, thực chất, ta chỉ chứng kiến các sự kiện bóng lăn mà không chứng kiến rằng quả bóng trắng lăn là vì bị quả bóng đen đập phải, (tuy nhiên, ta lại có kỳ vọng rằng quả bóng trắng sẽ lăn sau khi bị quả bóng đen đập phải). Và theo nhận thức luận hoài nghi của ông, ta chỉ có thể tin vào các tri thức mà ta thu được từ các nhận thức của mình. Do đó, quan hệ nhân quả kia không nằm trong bản chất của sự vật mà chỉ nằm trong tâm thức của ta.
Hume thiết lập rằng ý niệm của con người về nhân quả chẳng qua chỉ là sự trông đợi rằng một số sự kiện nhất định nào đó sẽ xảy ra sau các sự kiện khác đã đến trước.
Một quan niệm như vậy tước bỏ tất cả động lực của thuyết nhân quả, và sau này một số người theo trường phái Hume như Bertrand Russell đã loại bỏ hoàn toàn khái niệm nhân quả như thể một cái gì đó tương tự mê tín dị đoan. Nhưng quan niệm đó thách thức kinh nghiệm thông thường (common sense), từ đó sinh ra vấn đề về nhân quả; cái gì biện minh cho niềm tin của ta vào một quan hệ nhân quả, và ta có thể có được tri thức về loại quan hệ nào? – một vấn đề không có một lời giải được chấp nhận. Hume khẳng định rằng con người (và các động vật khác) có một niềm tin bản năng vào luật nhân quả dựa trên sự phát triển của các thói quen trong hệ thần kinh, một niềm tin mà ta không thể xóa bỏ, nhưng cũng không thể chứng minh bằng bất cứ luận cứ nào, diễn dịch hay quy nạp. Đó cũng là trường hợp của niềm tin của chúng ta vào thực tại của thế giới bên ngoài.

### Luận đề về quy nạp
Hume là người đầu tiên xây dựng luận đề về quy nạp(cùng với diễn dịch là một phương pháp suy luận quan trọng logic học) là dựa trên căn cứ nào mà ta có kết luận từ suy luận quy nạp. Câu trả lời là dựa trên thực tế quan sát thấy tức là sử dụng cách suy luận quy nạp. Và nói như vậy là lý luận vòng quanh.
Một ví dụ đơn giản về phương pháp quy nạp là hầu hết mọi người đều chắc chắn rằng mỗi khi thả một hòn đá thì hòn đá sẽ rơi. Nhưng thực tế là người ta chỉ được chứng kiến hòn đá đã rơi nhiều lần, chứ chưa hề chứng kiến rằng hòn đá sẽ rơi, hay luôn luôn rơi. Có thể giải thích rằng hòn đá rơi là do định luật hấp dẫn. Nhưng chúng ta chưa hề trải nghiệm định luật đó, ta mới chỉ chứng kiến các vật rơi.
Cố gắng giải thích bằng một luận cứ viện dẫn đến một "nguyên lý đồng nhất" rằng quá khứ và tương lai tương tự nhau chắc chắn thất bại: Một nguyên lý như vậy có thể đã được thiết lập chỉ từ kinh nghiệm, trong khi kinh nghiệm lại chỉ được chứng minh là đúng trong quá khứ. Như đã giải thích ở trên, vì đã nhiều lần chứng kiến hòn đá rơi, nên chính thói quen đã làm cho ta trông đợi rằng hòn đá sẽ lại rơi khi được thả. Rõ ràng, ta không có cách nào khác là phải dựa vào các kỳ vọng đó, nghĩa là phải học bằng kinh nghiệm. Từ quan điểm thực tiễn, việc đó được đánh giá là hoàn toàn hữu ích. Tuy nhiên, nhìn từ phía lý tính, nó vẫn là một việc làm không hợp lý.

### Vấn đề về bản ngã
Tuy nhiên, Hume phủ nhận sự phân biệt giữa các đặc điểm đa dạng của một con người và cái bản ngã kỳ bí được cho là chứa đựng các đặc điểm đó. Hume chỉ ra rằng, khi xem xét nội tâm, ta nhận thấy một bó các suy nghĩ, cảm xúc, tri giác và những thứ tương tự, nhưng ta không bao giờ thấy một cái gì mà có thể gọi là "bản ngã". Nhận thức về bản ngã trong thực tế là một chuỗi dài những ấn tượng đơn mà ta không bao giờ trải nghiệm trong cùng thời điểm. Tâm thức là "một kiểu nhà hát, nơi một vài tri giác nối tiếp nhau xuất hiện: qua, lại, lướt đi, và hòa vào trong vô số các tư thế và tình thế". Theo cách nhìn của Hume, các tri giác này không "thuộc" về bất cứ cái gì, không có một cái gì liên quan đến bản ngã trong đó. Thay vào đó, Hume so sánh linh hồn với một khối thịnh vượng chung, cái gìn giữ định danh của mình không phải bằng một chất cốt lõi bền lâu mà bằng cách được hợp thành từ nhiều thành phần khác nhau, có quan hệ với nhau và liên tục biến đổi. Khi đó, câu hỏi về đặc tính cá nhân trở thành vấn đề miêu tả đặc điểm của khối kết dính lỏng lẻo các trải nghiệm của một người.
Phân tích của Hume về tâm thức con người và sự phủ nhận bản ngã bất biến cũng tương đồng với tư tưởng của Phật giáo đã được đưa ra 2500 năm trước thời của ông.

### Lý tính thực tiễn: thuyết công cụ và thuyết hư vô
Hầu hết chúng ta thấy một số hành vi hợp lý hơn các hành vi khác. Ví dụ, việc ăn giấy nhôm có vẻ có cái gì đó không hợp lý. Nhưng Hume phủ nhận lý tính có bất cứ vai trò quan trọng nào trong việc thúc đẩy hoặc không khuyến khích hành vi. Dù sao thì lý tính cũng chỉ là một dạng máy tính dành cho các khái niệm và kinh nghiệm. Hume cho rằng, điều có ý nghĩa tối cao là chúng ta cảm thấy như thế nào về hành vi đó. Nghiên cứu của ông liên quan đến thuyết công cụ (instrumentalism). Học thuyết này nói rằng một hành động được gọi là hợp lý khi và chỉ khi nó phục vụ các mục đích và mong muốn của người thực hiện nó, bất kể các mục đích và mong muốn ấy là những gì. Lý tính bước vào bức tranh đó chỉ với vai trò một kẻ phục vụ, nó thông báo cho chủ thể hành động các cơ sở lập luận hữu ích về hành động nào sẽ phục vụ mục tiêu và mong muốn của anh ta, nhưng nó không bao giờ khuyên chủ thể rằng anh ta nên có những mục tiêu và ước muốn nào. Do vậy, nếu ta muốn ăn giấy nhôm, lý tính sẽ bảo ta nơi tìm thấy thứ đó, và không có gì bất hợp lý trong việc ăn nó hay thậm chí việc muốn làm điều đó (tất nhiên, trừ khi mong muốn có sức khỏe hay có bề ngoài tỉnh táo của người đó mạnh hơn). Tuy nhiên, ngày nay, nhiều nhà dẫn giải lý luận rằng thực ra Hume đã đi xa hơn một bước tới thuyết hư vô (nihilism) và nói rằng không có gì bất hợp lý trong việc cố ý làm thất bại mục đích và ước muốn của mình ("Tôi muốn ăn giấy nhôm, vậy thì tôi sẽ khâu mồm mình lại"). Một hành vi như vậy chắc chắn sẽ rất bất thường vì nó không cho lý tính một vai trò nào, nhưng nó không trái ngược với lý tính.

### Thuyết luân lý dựa trên cảm tính
Hume bàn về chủ đề này lần đầu trong A Treatise of Human Nature. Sau đó, ông trích ra và trình bày chi tiết về các tư tưởng mà ông đã đề xuất trong đó trong một bài luận ngắn hơn với tựa đề An Enquiry Concerning the Principles of Morals (Một câu hỏi về các nguyên tắc đạo đức). Cách tiếp cận của Hume trong tác phẩm đó về cơ bản là cách tiếp cận kinh nghiệm chủ nghĩa. Thay vì trình bày đạo đức nên hoạt động như thế nào, ông miêu tả cách chúng ta thực hiện các đánh giá đạo đức trong thực tế. Sau khi đưa ra nhiều ví dụ, ông đi đến kết luận rằng hầu hết nếu không phải tất cả các hành vi mà ta ủng hộ có tác dụng làm tăng lợi ích công cộng. Vậy có phải điều đó có nghĩa rằng chúng ta thực hiện các đánh giá đạo đức chỉ dựa trên lợi ích cá nhân? Không như triết gia kinh nghiệm chủ nghĩa Thomas Hobbes, Hume lý luận rằng thực ra điều đó không đúng. Ông khẳng định rằng bên cạnh việc suy xét các lợi ích cá nhân, ta còn chịu ảnh hưởng của sự cảm thông dành cho những người gần gũi của mình. Hume còn bảo vệ thuyết đạo đức dựa trên cảm tính này bằng cách tuyên bố rằng ta không bao giờ có thể đưa ra các đánh giá đạo đức mà chỉ dựa vào lý tính. Lý tính của ta làm việc với các sự kiện và rút ra các kết luận từ đó, nhưng tất cả đều bình đẳng, nó không thể dẫn ta tới việc chọn một lựa chọn này thay vì lựa chọn kia; chỉ có cảm tính tự nhiên của ta mới có thể làm được điều này. Luận cứ này chống lại việc đặt nền móng của đạo đức lên trên lý tính, và ngày nay là một trong các luận cứ đạo đức ổn định của thuyết chống thực tiễn (anti-realism). Như một nhà triết học trường phái Hume, John Mackie, diễn tả, về mặt đạo đức, để cho các sự kiện trần trụi về thế giới có được tính chất thúc đẩy một cách bản chất, chúng phải là các sự kiện rất kỳ quặc. Do đó, ta có mọi lý do để không tin vào chúng.

### Ý chí tự do và thuyết quyết định
Hume Hầu như ai cũng từng nhận thấy sự xung đột không thể chối cãi giữa ý chí tự do và thuyết quyết định – nếu các hành động của bạn đã được tiền định từ hàng tỉ năm trước thì làm sao chúng có thể là tùy ở bạn được? Nhưng Hume còn ghi nhận một xung đột khác đã biến vấn đề ý chí tự do thành một song đề hoàn chỉnh: ý chí tự do không tương thích với thuyết vô định. Giả sử các hành động của bạn không được quyết định bởi sự kiện nào đã xảy ra trước đó, khi đó có vẻ như các hành động của bản hoàn toàn ngẫu nhiên. Hơn nữa, điểm quan trọng nhất với Hume là chúng không được quyết định bởi tính cách của bạn – ước muốn, sở thích, các giá trị, v.v... Làm sao ta có thể bắt ai đó chịu trách nhiệm về một hành động đã xảy ra một cách ngẫu nhiên? Ý chí tự do có vẻ đòi hỏi thuyết quyết định, vì nếu không, chủ thể và hành động sẽ không thể được kết nối theo cách mà các hành động được lựa chọn một cách tự do đòi hỏi. Vậy là hiện nay khi hầu như ai cũng tin vào ý chí tự do, ý chí tự do vừa có vẻ mâu thuẫn với thuyết quyết định, vừa có vẻ đòi hỏi thuyết quyết định. Quan niệm của Hume là hành vi của con người, cũng như mọi vật khác, có nguyên nhân, và do đó, việc giữ cho mọi người có trách nhiệm với hành động của mình phải tập trung vào việc khen thưởng hoặc trừng phạt họ theo một cách mà khi đó họ sẽ cố gắng làm những điều đáng ước muốn và tránh những việc đáng bị chê trách, xét trên quan điểm đạo đức. (Xem thêm Compatibilism.)

### Luận đề miêu tả-quy chuẩn
Hume ghi nhận rằng nhiều tác giả đưa ra các phát biểu "nên thế nào" trên cơ sở các phát biểu "là gì" (Luận đề miêu tả-quy chuẩn). Chẳng hạn, "Có nhiều học sinh cấp 3 học lệch, vậy ta nên cộng điểm thi Đại học cho những học sinh nào học đều các môn." Nhưng có lẽ có một sự khác biệt lớn giữa các phát biểu có tính miêu tả (là gì) và các phát biểu mang tính quy chuẩn (nên thế nào). Hume kêu gọi các tác giả cảnh giác với việc thay đổi chủ đề theo kiểu này mà không đưa ra một lời giải thích các phát biểu "nên" được suy diễn từ các phát biểu "là" theo cách nào. Nhưng chính xác là bằng cách nào mà ta có thể rút ra một câu "nên" từ một câu "là"? Câu hỏi đó đã trở thành một trong những câu hỏi trung tâm của lý thuyết luân lý, và Hume thường đứng về phe cho rằng một sự suy diễn như vậy là không thể được. Có người cho rằng Hume không nói rằng người ta không thể đi từ một phát biểu về sự kiện đến một phát biểu về luân lý, mà rằng người ta không thể làm điều đó mà lại bỏ qua cảm tính của con người. Ví dụ, phát biểu sau được cho là không có đạo đức: "Trái Đất đang có nguy cơ lâm vào khủng hoảng do dân số quá cao, do đó việc hàng năm có nhiều người chết do thiên tai là chuyện tốt." Tuy nhiên, nó không mâu thuẫn với lý tính mà chỉ bị phản đối bởi cảm tính của con người.
Có lẽ Hume là một trong những tác giả đầu tiên phân biệt giữa các mệnh đề miêu tả (là gì) và các mệnh đề quy chuẩn (nên như thế nào), đây là vấn đề phổ biến trong các ngành khoa học xã hội và triết học đạo đức. G. E. Moore đã bảo vệ một quan điểm tương tự với "luận cứ câu hỏi mở" của ông, với ý định chứng minh rằng mọi sự xác định các phẩm chất đạo đức theo các đặc điểm tự nhiên đều là sai - cái gọi là thuyết ngụy biện tự nhiên chủ nghĩa (naturalistic fallacy).

### Thuyết vị lợi
Có lẽ Hume đã là người đầu tiên, cùng với các thành viên khác của thời kỳ Khai sáng Scolland, đề ra tư tưởng rằng có thể tìm giải thích cho các nguyên tắc đạo đức trong lợi ích mà chúng khuyến khích. Tuy Francis Hutcheson, một đồng bào của ông, là người đặt ra khẩu hiệu "hạnh phúc tối đa cho số đông" ("greatest happiness for the greatest numbers"), nhưng từ việc đọc Luận thuyết của Hume mà Jeremy Bentham đã lần đầu tiên cảm thấy sức mạnh của một hệ thống vị lợi chủ nghĩa. Tuy nhiên, chủ nghĩa vị lợi sơ khai của Hume rất đặc biệt từ góc nhìn của chúng ta. Ông không cho rằng sự kết hợp của các con số đếm về lợi ích có thể cho ra một công thức để đi tới chân lý đạo đức. Ngược lại, Hume là một người theo chủ nghĩa cảm tính đạo đức, ông cho rằng các nguyên tắc đạo đức không thể được minh giải bằng tri thức. Đơn giản là ta cảm thấy một số nguyên tắc là đúng và những người khác thì không; và lý do tại sao các nguyên tắc đạo đức theo chủ nghĩa vị lợi được ta công nhận là vì chúng khuyến khích lợi ích của cả ta và những người khác, những người mà ta có sự thông cảm. Con người được cấu tạo để đồng ý với những gì giúp cho xã hội, nghĩa là lợi ích công cộng. Hume đã sử dụng hiểu biết sâu sắc này để giải thích cách chúng ta đánh giá nhiều hiện tượng đa dạng, từ các thể chế xã hội và các chính sách của chính phủ cho đến các tính cách và tài năng.

### Vấn đề về các phép mầu
Viện dẫn đến các phép màu là một cách hay được dùng để chứng minh cho một tôn giáo. Nhưng Hume lý luận rằng, các phép màu không bao giờ có thể hỗ trợ tôn giáo được là bao. Trong bài luận của Hume có một số luận cứ mà tất cả đều dựa vào khái niệm của ông về một phép màu: một sự vi phạm các quy luật của tự nhiên được thực hiện bởi Chúa trời. Một luận cứ khẳng định rằng các quy luật của thiên nhiên không thể bị vi phạm. Một luận cứ khác cho rằng các lời chứng của con người không bao giờ đủ tin cậy, hay nói cách khác là có bằng chứng đủ mạnh, để hủy bỏ các bằng chứng mà ta đã có về các quy luật tự nhiên. Nói tóm lại, các tuyên bố phi thường đòi hỏi các bằng chứng phi thường. Điểm này đã được áp dụng nhiều nhất cho câu hỏi về sự phục sinh của Jesus, vấn đề mà chắc chắn Hume sẽ đặt câu hỏi "Điều gì có khả năng xảy ra hơn – việc một người chết sống lại hay bằng chứng này đã bị nhầm lẫn bằng cách nào đó?" Hoặc, thẳng thừng hơn, "Điều gì có khả năng xảy ra hơn – ngài Uri Geller quả thực có thể dùng ý nghĩ để bẻ cong thìa, hay là có một trò bịp nào đó?". Luận cứ này là xương sống của phong trào hoài nghi và là một vấn đề mang tính thời sự đối với các nhà lịch sử tôn giáo.

### Luận cứ thiết kế
Một trong những luận cứ cổ và phổ biến về Sự tồn tại của Chúa trời là luận cứ thiết kế. Luận cứ đó nói rằng tất cả các trật tự và 'mục đích' trong thế giới chứng tỏ một nguồn gốc thần thánh. Hume đã phê phán luận cứ thiết kế trong "Đối thoại về tôn giáo tự nhiên" và "Câu hỏi về hiểu biết của con người" và mặc dù vấn đề vẫn chưa dứt, nhiều người tin rằng Hume đã giết chết hẳn luận cứ đó. Dưới đây là một số luận điểm của ông:
1. Luận cứ thiết kế chỉ khả thi khi trật tự và mục đích được quan sát thấy khi chúng được tạo ra từ thiết kế. Nhưng trật tự được quan sát một cách đều đặn, từ những quá trình có vẻ như vô thức như sự kết tinh của các bông tuyết hay sự tạo tinh thể. Thiết kế chỉ giải thích cho một phần nhỏ xíu của trải nghiệm của chúng ta về trật tự và 'mục đích'.
2. Hơn nữa, luận cứ thiết kế được dựa trên một phép tương tự không hoàn chỉnh: nhờ có kinh nghiệm của ta với các đối tượng, ta có thể nhận ra các đối tượng do con người thiết kế, chẳng hạn khi so sánh một đống đá với một bức tường gạch. Nhưng để chỉ ra một Vũ trụ được thiết kế, ta sẽ cần phải có trải nghiệm về một loạt các vũ trụ khác nhau. Vì ta chỉ trải nghiệm một vũ trụ, nên phép tương tự không thể được áp dụng.
3. Ngay cả nếu luận cứ thiết kế hoàn toàn thành công, nó không thể thiết lập một thuyết hữu thần (theism) vững chắc; người ta có thể dễ dàng đi đến kết luận rằng cấu hình của vũ trụ là kết quả của một tác nhân nào đó mơ hồ về mặt đạo đức và có thể không có trí thông minh, hay một số tác nhân mà phương pháp của chúng hầu như không tương tự với thiết kế của con người.
4. Nếu một thế giới tự nhiên có trật tự đòi hỏi một nhà thiết kế đặc biệt, thì tâm thức của Chúa trời (cũng rất trật tự) "cũng" đòi hỏi một nhà thiết kế đặc biệt. Và khi đó nhà thiết kế này lại cần đến một nhà thiết kế khác, cứ tiếp tục như vậy mãi mãi. Nếu ta có thể bằng lòng với một tâm thức thần thánh với trật tự tự thân một cách không giải thích được, thì tại sao lại không thể bằng lòng với một thế giới tự nhiên với trật tự tự thân một cách không giải thích được?
5. Thông thường, cái có vẻ là mục đích, khi trông có vẻ như đối tượng X có tính chất F để có được kết quả O, có thể được giải thích rõ hơn bằng một quá trình lọc: nghĩa là, đối tượng X chắc đã không thể tồn tại nếu nó không có tính chất F, và kết quả O chỉ đáng quan tâm đối với chúng ta như là một cách con người quy chiếu mục đích lên tự nhiên. Cách giải thích mục đích theo cơ chế này đã đoán trước về lý thuyết chọn lọc tự nhiên (xem thêm Anthropic principle)